# Терновские
Терновские — дворянский род.

Согласно Общему Гербовнику:

Фамилии Терновских многие служили Российскому Престолу дворянские службы в разных чинах и жалованы были от Государей в 7187/1672 и других годах поместьями. Всё сие доказывается справкою Вотчинного Департамента, выписями из отказных книг и родословною Терновских.

## Описание герба
В щите, разделённом диагонально к правому нижнему углу чёрною полосою, в золотом поле, положена ветвь натурального цвета, а внизу полосы в красном поле изображена дворянская корона.
Щит увенчан дворянским шлемом и короною со страусовыми перьями. Намёт на щите золотой, подложенный зелёным.